# Glomérulonéphrite
 Mise en garde médicale
Une glomérulonéphrite est une affection (souvent d'origine inflammatoire) du glomérule, composante du néphron, l’unité fonctionnelle du rein. Ses manifestations affectent les deux reins de manière égale. Elle peut être asymptomatique, mais le plus souvent elle est responsable d'hématurie ou de protéinurie.
La glomérulonéphrite peut être aigüe ou chronique. Les glomérulonéphrites sont le plus souvent primitives mais on peut parfois mettre en évidence des causes infectieuses (bactériennes, virales ou parasitaires), auto-immunes ou au syndrome paranéoplasique.

## Glomérulonéphrite aigüe
Pour les articles homonymes, voir GNA.
Son évolution est rapide. La glomérulonéphrite post-streptococcique en est un bon exemple. Bien qu'elle touche surtout les enfants elle peut survenir à tous les âges. Son évolution est rapide et d'une grande intensité. Dans 95 % des cas la rémission est complète.

## Glomérulonéphrite chronique
Syndrome qui reflète la phase terminale d'une maladie inflammatoire glomérulaire. La plupart des divers types de glomérulonéphrite et de syndrome néphrotique peuvent entraîner une glomérulonéphrite chronique. En général, elle n'a pas de poussée évolutive aiguë. Elle peut prendre de quelques années à une trentaine d'années pour évoluer insidieusement vers l'insuffisance rénale chronique.
Le diagnostic se fait par biopsie rénale. Suivant les lésions, on parle de glomérulonéphrite extramembraneuse, de glomérulonéphrite membranoproliférative, de glomérulonéphrite segmentaire et focale de lésions glomérulaires minimes, de maladie de Berger.

## Symptômes
- Œdème
- Hypertension
- Hématurie
- Protéinurie
- Oligurie

## Traitements
Il est avant tout étiologique et passe par la prise en charge d’éventuelles complications.